# Campeonato Paulista 1990
In 1990 werd het 89ste Campeonato Paulista gespeeld voor voetbalclubs uit de Braziliaanse staat São Paulo. De competitie werd georganiseerd door de FPF en werd gespeeld van 27 januari tot 26 augustus. Bragantino werd kampioen. 

## Eerste fase
In groep 1 werden de teams geplaatst die in het voorgaande seizoen in de top twaalf geëindigd waren. Deze club speelden eerst twaalf wedstrijden tegen de clubs uit groep 2 en daarna tegen elkaar. De top drie van elke groep stootte sowieso door naar de derde fase samen met de zes best geklasseerden uit beide groepen. De niet-gekwalificeerde teams gingen naar de tweede fase, waarin de groepswinnaars nog doorstootten naar de derde fase. 

### Groep 1
| Plaats | Club             | Wed. | W  | G  | V | Saldo | Ptn. |
| ------ | ---------------- | ---- | -- | -- | - | ----- | ---- |
| 1.     | Corinthians      | 23   | 11 | 11 | 1 | 21:7  | 33   |
| 2.     | Palmeiras        | 23   | 13 | 5  | 5 | 31:12 | 31   |
| 3.     | Bragantino       | 23   | 11 | 6  | 6 | 26:14 | 28   |
| 4.     | Santos           | 23   | 7  | 11 | 5 | 18:15 | 25   |
| 5.     | Mogi Mirim       | 23   | 6  | 13 | 4 | 23:20 | 25   |
| 6.     | Portuguesa       | 23   | 5  | 15 | 3 | 24:20 | 25   |
| 7.     | Novorizontino    | 23   | 8  | 9  | 6 | 26:19 | 25   |
| 8.     | São Paulo        | 23   | 8  | 7  | 8 | 22:17 | 23   |
| 9.     | União São João   | 23   | 7  | 9  | 7 | 22:17 | 23   |
| 10.    | Guarani          | 23   | 6  | 11 | 6 | 18:15 | 23   |
| 11.    | São José         | 23   | 5  | 12 | 6 | 20:26 | 22   |
| 12.    | Inter de Limeira | 23   | 5  | 9  | 9 | 19:27 | 19   |

|  | Gekwalificeerd voor derde fase |

### Groep 2
| Plaats | Club             | Wed. | W  | G  | V  | Saldo | Ptn. |
| ------ | ---------------- | ---- | -- | -- | -- | ----- | ---- |
| 1.     | XV de Piracicaba | 23   | 9  | 9  | 5  | 21:15 | 27   |
| 2.     | XV de Jaú        | 23   | 11 | 4  | 8  | 29:25 | 26   |
| 3.     | Ferroviária      | 23   | 9  | 7  | 7  | 26:21 | 25   |
| 4.     | Ituano           | 23   | 9  | 7  | 7  | 18:17 | 25   |
| 5.     | América          | 23   | 9  | 7  | 7  | 17:24 | 25   |
| 6.     | Botafogo         | 23   | 6  | 11 | 6  | 21:21 | 23   |
| 7.     | Ponte Preta      | 23   | 7  | 9  | 7  | 23:22 | 23   |
| 8.     | São Bento        | 23   | 6  | 6  | 11 | 24:27 | 18   |
| 9.     | Noroeste         | 23   | 5  | 7  | 11 | 18:29 | 17   |
| 10.    | Juventus         | 23   | 4  | 7  | 12 | 18:36 | 15   |
| 11.    | Santo André      | 23   | 4  | 5  | 14 | 15:33 | 18   |
| 12.    | Catanduvense     | 23   | 4  | 5  | 14 | 12:33 | 13   |

|  | Gekwalificeerd voor derde fase |

## Tweede fase

### Groep 1
| Plaats | Club             | Wed. | W | G | V | Saldo | Ptn. |
| ------ | ---------------- | ---- | - | - | - | ----- | ---- |
| 1.     | Botafogo         | 10   | 4 | 6 | 0 | 12:5  | 14   |
| 2.     | São Paulo        | 10   | 5 | 3 | 2 | 19:9  | 13   |
| 3.     | Santo André      | 10   | 4 | 2 | 4 | 7:7   | 10   |
| 4.     | Ponte Preta      | 10   | 4 | 2 | 4 | 10:12 | 10   |
| 5.     | Inter de Limeira | 10   | 3 | 4 | 3 | 9:9   | 10   |
| 6.     | Noroeste         | 10   | 0 | 3 | 7 | 4:19  | 3    |

|  | Gekwalificeerd voor derde fase |

### Groep 2
| Plaats | Club           | Wed. | W | G | V | Saldo | Ptn. |
| ------ | -------------- | ---- | - | - | - | ----- | ---- |
| 1.     | Guarani        | 10   | 6 | 2 | 2 | 17:6  | 14   |
| 2.     | União São João | 10   | 4 | 4 | 2 | 12:9  | 12   |
| 3.     | São Bento      | 10   | 4 | 3 | 3 | 12:13 | 11   |
| 4.     | Juventus       | 10   | 3 | 4 | 3 | 9:11  | 10   |
| 5.     | São José       | 10   | 2 | 5 | 3 | 7:8   | 9    |
| 6.     | Catanduvense   | 10   | 1 | 2 | 7 | 3:13  | 4    |

|  | Gekwalificeerd voor derde fase |

## Derde fase
De teams die de derde fase speelden waren ook gekwalificeerd voor groep 1 van het volgende seizoen.

### Groep 1
| Plaats | Club        | Wed. | W | G | V | Saldo | Ptn. |
| ------ | ----------- | ---- | - | - | - | ----- | ---- |
| 1.     | Bragantino  | 12   | 7 | 4 | 1 | 15:6  | 18   |
| 2.     | Corinthians | 12   | 5 | 7 | 0 | 13:6  | 17   |
| 3.     | Santos      | 12   | 5 | 5 | 2 | 11:10 | 15   |
| 4.     | Botafogo    | 12   | 5 | 2 | 5 | 12:11 | 12   |
| 5.     | Ituano      | 12   | 3 | 4 | 5 | 16:16 | 10   |
| 6.     | Mogi Mirim  | 12   | 1 | 7 | 4 | 5:10  | 9    |
| 7.     | XV de Jaú   | 12   | 0 | 3 | 9 | 8:21  | 3    |

|  | Gekwalificeerd voor finale |

### Groep 2
| Plaats | Club             | Wed. | W | G | V | Saldo | Ptn. |
| ------ | ---------------- | ---- | - | - | - | ----- | ---- |
| 1.     | Novorizontino    | 12   | 5 | 6 | 1 | 12:7  | 16   |
| 2.     | Palmeiras        | 12   | 5 | 5 | 2 | 11:5  | 15   |
| 3.     | Guarani          | 12   | 4 | 7 | 1 | 11:7  | 15   |
| 4.     | Portuguesa       | 12   | 3 | 6 | 3 | 16:13 | 12   |
| 5.     | América          | 12   | 2 | 7 | 3 | 9:10  | 11   |
| 6.     | XV de Piracicaba | 12   | 2 | 6 | 4 | 13:17 | 10   |
| 7.     | Ferroviária      | 12   | 1 | 3 | 8 | 4:17  | 5    |

|  | Gekwalificeerd voor finale |

## Finale
In geval van gelijkspel wint Bragantino omdat het beter scoorde in de competitie. 
|                  |               |       |                |                                             |
| 22 augustus Heen | Novorizontino | 1 – 1 | Bragantino     | Jorjão, Novo Horizonte Toeschouwers: 15.000 |
| 22 augustus Heen | Édson 41'     |       | 68' Gil Baiano | Jorjão, Novo Horizonte Toeschouwers: 15.000 |

|                   |            |       |               |                                                                 |
| 26 augustus Terug | Bragantino | 1 – 1 | Novorizontino | Estádio Nabi Abi Chedid, Bragança Paulista Toeschouwers: 15.000 |
| 26 augustus Terug | Tiba 71'   |       | 66' Fernando  | Estádio Nabi Abi Chedid, Bragança Paulista Toeschouwers: 15.000 |

## Kampioen
| Campeonato Paulista de 1990    |
| São Paulo                      |
| ------------------------------ |
| BRAGANTINO Kampioen (1° titel) |